# Västerfärnebo-Fläckebo församling
Västerfärnebo-Fläckebo församling är en församling som utgör ett eget pastorat i Norra Västmanlands kontrakt i Västerås stift i Svenska kyrkan. Församlingen ligger i Sala kommun i Västmanlands län.

## Administrativ historik
Församlingen bildades 2008 av Västerfärnebo församling och Fläckebo församling.

## Kyrkor
- Västerfärnebo kyrka
- Fläckebo kyrka